# SLM Solutions
SLM Solutions Group AG, è una società tedesca, con sede a Lubecca, che produce stampanti 3D con tecnologia a sinterizzazione di polveri di metalli. Detiene il marchio SLM® (Selective Laser Melting). L'azienda è quotata nella borsa di Francoforte dal 9 maggio 2014.

## Prodotti e applicazioni
L'azienda produce differenti macchine per la stampa che utilizzano laser per la sinterizzazione di polveri metalliche, oltre ai software di gestione delle macchine e polveri metalliche.
| Modello     | Potenza laser (Differenti configurazioni per modello)        | Area di stampa     | Spessore layer |
| ----------- | ------------------------------------------------------------ | ------------------ | -------------- |
| SLM®125     | 400 W                                                        | 125 x 125 x 125 mm | 20 µm - 75 µm  |
| SLM®280 2.0 | 1x 400 W, 2x 400 W, 1x 700 W, 2x 700 W, 1x 700 W e 1x 1000 W | 280 x 280 x 365 mm | 20 µm - 90 µm  |
| SLM®500     | 2x 400 W, 4x 400 W, 2x 700 W, 4x 700 W                       | 500 x 280 x 365 mm | 20 µm - 75 µm  |
| SLM®800     | 4x 400 W, 4x 700 W                                           | 500 x 280 x 850 mm | 20 µm - 90 µm  |

Le macchine possono lavorare con diversi metalli, tra cui Alluminio, Acciaio, Titanio e Inconel.
La tecnologia è applicabile in molti campi, tra cui aerospazio, dove la riduzione del peso dei componenti gioca un ruolo chiave, energia (es: palette per turbine), produzione di stampi per stampaggio a iniezione, biomedicale (protesi), automotive, prototipazione rapida.